# Flugplatz Trieben

i7
i11
i13
Der Flugplatz Trieben (ICAO-Code: LOGI) ist ein Sportflugplatz in Trieben in der Steiermark. Betreiber ist der Union Sportfliegerclub Trieben (ZVR 226393335) unter dem Dach der Sportunion. Der Flugplatz besitzt Zulassungen für Motorflugzeuge, Motorsegler, Segelflugzeuge, Ultraleichtflugzeuge (UL) und Hubschrauber. Der Verein besitzt vier Segelflugzeuge, ein Motorflugzeug, einen Motorsegler und ein UL.

## Belege
1. ↑  UNION SPORTFLIEGERKLUB TRIEBEN - SPORTUNION Österreich. In: sportunion.at. Abgerufen am 8. März 2021.
2. ↑  www.aviator.at:Flugplatz Trieben logi. In: aviator.at. Abgerufen am 8. März 2021.